# Le Déclic (film, 1985)
Pour les articles homonymes, voir Le Déclic (homonymie).
Pour plus de détails, voir Fiche technique et Distribution.
Le Déclic (titre anglais : Click) est un film français réalisé par Jean-Louis Richard et sorti en 1985. Il est inspiré de la bande dessinée de Milo Manara.

## Synopsis
Le docteur Fedorovich (Jean-Pierre Kalfon), que tout le monde appelle le docteur Fez, est le bras droit de Monsieur Christiani, richissime affairiste mafieux. Pour des raisons obscures les deux hommes ont un différend et Fez qui ne supporte plus l'arrogance de son épouse décide de se venger en se procurant un prototype de télécommande capable d'augmenter la libido d'une personne préalablement mise en hypnose, le « déclic ». Il utilise cet appareil sur Claudia, la très jeune femme de Christiani (Florence Guérin) qui se transforme en nymphomane chaque fois que l'appareil est actionné.

## Fiche technique
- Titre français : Le Déclic
- Réalisation : Jean-Louis Richard
- Scénario : Jean-Louis Richard d'après la bande dessinée de Milo Manara
- Photographie : Jacques Renoir
- Montage : Martine Barraqué
- Musique : Maurice Lecœur
- Société de production : Alain Siritzky Productions
- Pays d'origine :  France
- Format : Couleurs - Mono
- Genre : érotique
- Durée : 87 minutes
- Date de sortie : France - 17 avril 1985

## Distribution
- Jean-Pierre Kalfon : Le docteur Fez
- Florence Guérin : Claudia
- Bernie Kuby
- Géraldine Pernet
- Jacqueline Chauvet
- Corinne Corron
- Gérard-Antoine Huart
- Fabrice Josso